# كيلي هولكومب
كيلي هولكومب (بالإنجليزية: Kelly Holcomb)‏ هو لاعب كرة قدم أمريكية أمريكي، ولد في 9 أبريل 1973 في فايتيفيل في الولايات المتحدة.

## وصلات خارجية
- كيلي هولكومب على موقع مرجع كرة القدم المحترفة.كوم (الإنجليزية)
- كيلي هولكومب على موقع قاعة تينيسي للمشاهير الرياضية (الإنجليزية)